# Верхораменье
Верхораменье — село в составе Мурашинского района Кировской области. 

## География
Находится на расстоянии примерно 26 километров по прямой на запад-юго-запад от районного центра города Мураши.

## История
Село основано в 1847 году, при этом в его состав вошли деревни Павличенки и Валовщина. В 1854 году начала действовать большая деревянная церковь, перевезенная из села Боровицкое (разобрана в 1899 году). Богоявленская каменная церковь построена в 1886—1899 годах. В 1873 году учтено было дворов 12 и жителей 90, в 1905 23 и 157, в 1926 41 и 154, в 1950 79 и 218 соответственно, в 1989 461 житель. С 1956 году работал колхоз «Дружба». В селе по состоянию на 2000 год была средняя школа, дом культуры, библиотека, почта, медпункт, детсад. До 2021 года входило в Мурашинское сельское поселение Мурашинского района, ныне непосредственно в составе Мурашинского района.

## Население
Постоянное население  составляло 304 человека (русские 95%) в 2002 году, 191 в 2010.